# Rhagiomorpha
Rhagiomorpha är ett släkte av skalbaggar. Rhagiomorpha ingår i familjen långhorningar.
Kladogram enligt Catalogue of Life:
| Rhagiomorpha | \| \| Rhagiomorpha exilis \| \| \| \| \| \| Rhagiomorpha lepturoides \| \| \| \| |
|              | \| \| Rhagiomorpha exilis \| \| \| \| \| \| Rhagiomorpha lepturoides \| \| \| \| |
|              | Rhagiomorpha exilis                                                              |
|              |                                                                                  |
|              | Rhagiomorpha lepturoides                                                         |
|              |                                                                                  |